# Archivo Regional de la Comunidad de Madrid
El Archivo Regional de la Comunidad de Madrid ejerce de archivo intermedio e histórico para la documentación generada por la administración autonómica de dicha comunidad. Su sede se encuentra en la villa de Madrid, en la antigua fábrica de cerveza El Águila, que también alberga a la Biblioteca Regional Joaquín Leguina.

## Descripción
Además de custodiar y conservar la documentación generada por la actual administración autonómica, alberga el archivo histórico de la antigua Diputación de Madrid, que desapareció cuando se constituyó la actual Comunidad, en 1983. Así mismo, custodia en sus depósitos los archivos históricos de varios municipios de la Comunidad, y en microfilm y soporte digital el de otros tantos (entre ellos los de municipios de gran importancia histórica como Alcalá de Henares, Aranjuez, Chinchón o El Escorial). Por último, también cuenta con archivos privados de carácter personal o empresarial, y de antiguas instituciones religiosas, benéficas y asistenciales que ejercieron sus funciones en el territorio de la actual comunidad madrileña y de diversos entes públicos.
Es también sede de la Subdirección General de Archivos y, de manera provisional, del Archivo Histórico de Protocolos de Madrid.